# Ruiz (apellido)
El apellido Ruiz se origina en la España medieval. Es un patronímico en toda regla proveniente del nombre germánico Rodrigo (Hrōþ-rīks), cuyo significado es "Aquel que es rico en gloria y dinero", como 'Loud+Rich' en inglés. Su grafía en la España de la alta y media Edad Media fue Ruy o Rui, de donde viene "Ruiz": "hijo de" Ruy. Si es de origen judío, significa Ben David, o Hijo del Rey David).
Por ser un patronímico de nombre, no posee un origen único, siendo así que se encuentran diversas casas de diferente origen por toda la vertiente norte de la España medieval. El apellido se ha extendido por toda España, América y las regiones que fueron conquistadas y colonizadas por el Imperio Español y aquellos a donde han migrado.

## Ruiz en España

### Ruiz en el País Vasco y Navarra
Una familia alavesa Ruiz radicó en el lugar de Hetura del Ayuntamiento de Barrundia y partido judicial de Vitoria. De Hetura pasó una rama al lugar de Andicana, que también pertenece al Ayuntamiento de Barrundia, y de, esta rama fue Francisco Antonio Ruiz de Alegría, quien al trasladarse a Salinas de Añana, villa del partido de Vitoria, para tomar estado y residir allí, se vio precisado a probar su condición de hidalgo en la Real Chancillería de Valladolid el 20 de septiembre de 1780. Otros Ruiz alaveses pasaron a Navarra, quedando allí establecidos, y otros a Guipúzcoa, avecindándose en Oñate. Estos probaron su hidalguía en Oñate en 1592. En Vizcaya hubo hidalga casa de Ruiz en la anteiglesia de Mallavia, del partido judicial de Marquina. Y otra en el lugar de Santecilla, del Valle de Carranza y partido judicial de Valmaseda.

### Burgos
Se tiene por una de las más antiguas casas de Ruiz la que hubo en el lugar de Viérgol, del Ayuntamiento del Valle de Mena y partido judicial de Villarcayo, porque de ella eran originarios algunos de los trescientos caballeros que fueron heredados en Baeza a raíz de su conquista por el rey Fernando III de Castilla; otros que obtuvieron repartimientos en Córdoba y Sevilla, y otros calificados de Ricohombres. Del Valle de Mena salieron los guerreros Ruiz que reconquistaron la ciudad de Jaén bajo las órdenes de Fernando III El Santo. Obtuvieron heredad del rey en las ciudades de Córdoba y Sevilla y calificativos de ricohombre y confirmaron su ancestral hidalguía al combatir a su lado. Todos ellos eran caballeros.
Del solar de Viergos dimanó la rama que fundó el Valle de Losa y también la que creó el del lugar de Navamuel, del Ayuntamiento, de Valderredible y partido judicial de Reinosa (Cantabria). Burgalesas eran también las casas de Ruiz que radicaron en la villa de Belorado, en la de Medina de Pomar, esta del partido judicial de Villarcayo; en el lugar de Quintanilla del Rebollar, del Ayuntamiento de la Merindad de Sotoscueva, en el mismo partido de Villarcayo, y en la villa de Atapuerca, del partido judicial de Burgos.
A Martín Ruiz, de la casa de Quintanilla del Rebollar, le otorgó el rey Enrique IV privilegio de hidalguía y exención, fechado en Simancas el 20 de agosto de 1465. Sus hijos Sancho, Martín, García y Lope Ruiz pidieron después confirmación de dicho privilegio, siéndoles concedida por los Reyes Católicos en Real carta dada en Sevilla el 20 de mayo de 1478. Y esta confirmación y el privilegio primitivo fueron presentados en 1586 en el pleito de hidalguía seguido ante la Real Chancillería de Valladolid por Andrés y Juan Ruiz, vecinos de Quintanilla del Rebollar y del lugar de Redondo, que también pertenece al Ayuntamiento de la Merindad de Sotoscueva. Los Ruiz de la villa de Atapuerca ganaron ejecutoria de hidalguía dada por la Real Chancillería de Valladolid el 6 de mayo de 1548.

## Ruiz en América
El apellido Ruiz en América ingresa durante la conquista española y luego en la colonia. Por ser la Nueva Granada el centro de gobierno, la mayoría de ellos se establecieron en el altiplano cundiboyacense y las montañas de Santander.
A lo largo de la historia americana, este apellido ha producido insignes servidores a la corona y a la república. Han sido fundadores de ciudades, industrias, militares, alcaldes, senadores de la república, revolucionarios, literatos, músicos, políticos, educadores y exploradores. Los fundadores primigenios del apellido Ruiz en la Nueva Granada eran hidalgos por derecho propio.

### México
- Alonso Ruiz ( siglo XV/XVI) llega con Cortés. Se establece en la Ciudad de México. También el apellido Ruiz proviene de finales del s. XIX en el Municipio de Acambay en el Estado de México.